# Antonio Arenas
Manuel Antonio Arenas Merino (Lima, 13 de julio de 1808 - id. 27 de diciembre de 1891) fue un abogado, jurista y político peruano, que ocupó la Presidencia del Perú tras el alejamiento de Miguel Iglesias, ejerciendo un mandato breve de diciembre de 1885 a junio de 1886, antes de pasar el mando al general Andrés A. Cáceres, elegido constitucionalmente.
A lo largo de su extensa carrera política, Antonio Arenas llegó a ocupar innumerables funciones públicas. Fue ministro de Relaciones Exteriores (1858-1859 y 1885-1886); ministro de Gobierno, Policía y Obras Públicas (1862-1863 y 1868); ministro de Justicia, Instrucción, Culto y Beneficencia (1876); presidente del Consejo de Ministros (1868; 1876; y 1885-1886). Fue también diputado por Lima (1858-1862); presidente de la Cámara de Diputados (1860-1861); senador por Lima (1868-1872); diputado y presidente de la Asamblea Constituyente en 1884; vocal supremo y presidente de la Corte Suprema de Justicia en cuatro períodos (1876, 1885, 1889 y 1890). Fue además candidato a la presidencia en 1871, rector del Convictorio de San Carlos y decano del Colegio de Abogados de Lima. Ha sido el único ciudadano peruano que ha llegado a presidir los tres poderes del Estado: el Legislativo, el Ejecutivo y el Judicial.

## Nacimiento y estudios
Fue hijo de Francisco Agustín Arenas y Rosa Merino, esta última, célebre por ser la primera intérprete del Himno Nacional del Perú. Estudió en el Convictorio de San Carlos (que luego sería parte de la Universidad San Marcos) donde se recibió de abogado.
Se desempeñó enseguida como profesor del Convictorio de San Carlos, donde inició la enseñanza del Derecho Penal. Y en 1855 fue nombrado rector, dedicándose a organizar el plan de estudios.

## Carrera política
Al servicio del Tribunal del Consulado, fue archivero, secretario y juez de alzadas (1855). Fue elegido decano del Colegio de Abogados de Lima en 1855 y luego diputado por Lima en el Congreso de la República de 1858 a 1862.
Al plantearse en octubre de 1858 la reforma de la Constitución de 1856, tras ser proclamado Ramón Castilla por segunda vez como presidente constitucional, fue elegido diputado por Huarochirí ante el Congreso Constituyente de 1860 Arenas fue nombrado Presidente de la Comisión de Constitución del Congreso (encargada de redactar la Constitución de 1860), presidiendo sus sesiones en la legislatura de ese año.
Fue brevemente ministro de Relaciones Exteriores del segundo gobierno de Castilla, de 21 de diciembre de 1858 a 13 de enero de 1859.
Durante el breve gobierno del mariscal Miguel de San Román fue nombrado ministro de Gobierno y Policía, cargo que ejerció de 24 de octubre de 1862 a 3 de abril de 1863.
Sucesivamente, fue senador por Moquegua en 1864; ministro de Gobierno y presidente del gabinete durante el tercer interinato del general Pedro Diez Canseco (de 26 de enero a 7 de febrero de 1868); senador por Lima de 1868 a 1872; y vocal de la Corte Suprema de Justicia desde 1871 y de la que fue presidente en 1876.
En las elecciones de 1872 fue lanzada su candidatura a la presidencia, por considerarse que su autoridad como jurista garantizaría el respeto a la ley. Pero su candidatura no prosperó pues la opinión pública consideró que contaba con el respaldo gubernamental (entonces era presidente José Balta). Aunque, a decir verdad, este apoyo del gobierno nunca se concretó en la práctica. Arenas, pese a ser un hombre de gran prestigio como jurista y educador, con larga trayectoria parlamentaria, y con amigos influyentes, no llegó a tener arraigo popular. Quedó en segundo lugar en los votos de los colegios electorales, siendo el triunfador Manuel Pardo y Lavalle, líder del Partido Civil, en torno al cual se habían juntado los opositores al gobierno de Balta.
Al iniciarse el segundo gobierno constitucional del general Mariano Ignacio Prado, Arenas juramentó como presidente del Consejo de Ministros y ministro de Justicia e Instrucción, cargos que juró el 2 de agosto de 1876. Poco después ocurrieron los ataques al expresidente Manuel Pardo y a los civilistas. La casa de Pardo fue asaltada por una turba; lo mismo ocurrió con la sede del Club de la Unión y del diario El Comercio. Hubo la impresión de que el gobierno se mantenía inactivo ante tales atentados. En el parlamento, donde predominaban los civilistas, se aprobó un voto de censura contra el gabinete. Arenas decidió entonces renunciar, habiendo transcurrido menos de un mes de haber estado en el cargo (22 de agosto de 1876).
Representó al Perú y Costa Rica en el Congreso Americano de Juristas reunido en Lima de 1877 a 1879, y fue designado su presidente.

## Negociador durante la guerra con Chile
En octubre de 1880, en el transcurso de la guerra del Pacífico, Arenas fue acreditado como ministro plenipotenciario junto con Aurelio García y García en las conferencias de paz efectuadas en Arica, a bordo la corbeta estadounidense Lackawanna. Representantes de Chile eran Eulogio Altamirano Aracena, José Francisco Vergara y Eusebio Lillo. Por Bolivia estaban Mariano Baptista y Crisóstomo Carrillo. Los representantes peruanos propusieron someter las diferencias al arbitraje de los Estados Unidos, respetar la intangibilidad territorial y no pagar ninguna indemnización. Los delegados chilenos, por su parte, plantearon la cesión permanente del litoral boliviano y de Tarapacá, así como una indemnización de 24 millones de pesos en efectivo de parte del Perú al Gobierno chileno. Arenas impugnó el derecho de conquista esgrimido por Chile. Estas conferencias no llegaron a ningún acuerdo.
En 1882, participó en la organización de un Partido Nacional, impulsado por Nicolás de Piérola, y de cuyo comité directivo fue nombrado presidente. Este partido fue el germen del Partido Demócrata o pierolista.

## Presidente de la Asamblea Constituyente de 1884
Finalizada la guerra, Arenas fue elegido diputado por Lima a la Asamblea Constituyente, que se reunió el 1 de marzo de 1884 y de la que llegó a ser presidente. Dicha asamblea fue convocada por el general Miguel Iglesias, presidente autoproclamado del Perú, siendo uno de sus fines fundamentales la aprobación del Tratado de Ancón, realizado en octubre del año anterior y que acordaba la paz con Chile con cesión territorial. Dicho tratado fue aprobado inmediatamente, sin mayor discusión.
Arenas y un grupo de miembros del Partido Nacional apoyaron a Iglesias, mientras que Piérola y el resto de los «nacionales» insistieron en diferenciarse del gobierno. En 1884, Piérola fundó definitivamente el Partido Demócrata.

## Presidente de la República

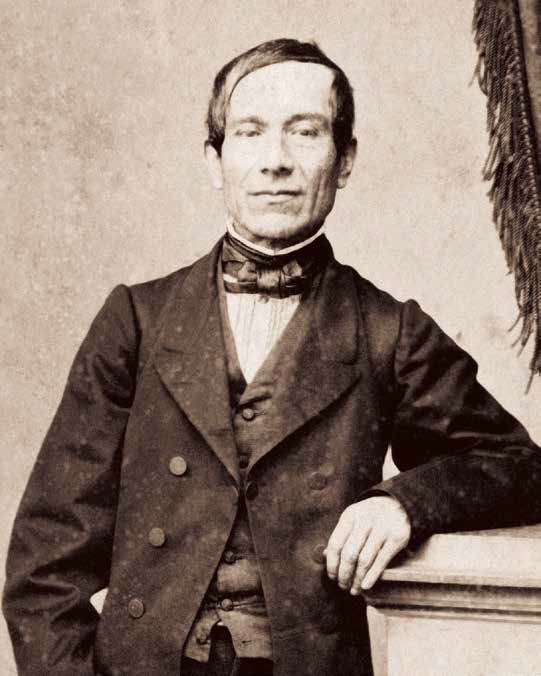
Fotografía de Antonio Arenas. Museo de Arte de Lima.

El general Andrés A. Cáceres, que había encabezado la resistencia contra la ocupación chilena en el interior del país, pasó a combatir a Iglesias, a cuyas tropas «huaripampeó» en la sierra central, lo que constituyó una demostración de su talento militar. Los partidarios de Cáceres atacaron Lima, ocuparon las torres de San Francisco, San Pedro y se disponían atacar Palacio de Gobierno, cuando intervino el cuerpo diplomático para negociar la paz, lo que fue aceptado por ambos bandos.
Se acordó restablecer la Constitución de 1860 y confiar el mando del país a un Consejo de Ministros, conformado por el arzobispo Manuel Tovar y Chamorro (Justicia, Instrucción y Culto); el general Manuel Velarde Seoane (Guerra y Marina); José Eusebio Sánchez Pedraza (Gobierno y Policía); Pedro Correa y Santiago (Hacienda y Comercio); y el mismo Arenas, como Ministro de Relaciones Exteriores y presidente del gabinete.
Iglesias renunció a la presidencia el 3 de diciembre de 1885, y de inmediato asumió el poder el Consejo de Ministros, cuya misión sería convocar a elecciones en el más breve plazo.
El 6 de diciembre de 1885, a tres días de su instalación, el Consejo de Ministros convocó a elecciones. El Partido Constitucional lanzó la candidatura del general Cáceres a la Presidencia, la misma que contaba con abrumador apoyo nacional y cuyo triunfo era previsible.
Luego de las elecciones, el 2 de julio de 1886 una ley proclamó presidente constitucional de la República a Andrés A. Cáceres.

## Presidente de la Corte Suprema
Culminado su mandato, Arenas se retiró de la política y se consagró a su labor de magistrado, como vocal de la Corte Suprema, cuya presidencia volvió a ocupar en tres periodos más (ya lo había ejercido en 1876): 1885, 1889 y 1890. Es el único peruano que ha encabezado los tres poderes del Estado.